# Bernardino Morra di Lauriano
Bernardino Morra (Villafranca Piemonte, 26 gennaio 1769 – Lauriano, 26 giugno 1851) è stato un archeologo italiano, Conte di Lauriano scopritore del sito archeologico di Industria.

## Biografia
Bernardino Morra, figlio del Conte Giovanni Battista, tenente di cavalleria, Conte di Lauriano e di Teresa dei conti Rebuffo di San Michele. Durante l'Età napoleonica Morra si distinse nella carriera militare, ottenendo il Cavalierato di San Luigi di Francia e divenendo luogotenente generale del quartierato di Nizza.
Dal matrimonio con Marianna Sandigliano nacquero tre figlie, non avendo discendenza maschile, alla sua morte il titolo di conte passò al nipote Carlo, figlio del fratello minore di Roberto Morra di Lauriano e della Montà.
Nel 1802 Bernardino Morra acquistò un terreno in località San Giovanni a Monteu da Po dove con uno scavo archeologico portò alla luce i resti della colonia romana di Industria e supponendo che a Lauriano vi fosse l'antico insediamento di Bodincomagus, villaggio celto-ligure ("luogo di mercato sul fiume Po", dal nome ligure del fiume, Bodincus) citato da Plinio il Vecchio nella sua Naturalis historia.

## Galleria d'immagini

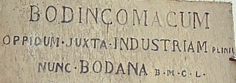
Lapide redatta e posta dal conte Bernardino Morra (sec. XIX) per ricordare la presunta origine pre-romana di Lauriano Industria (I secolo - VI secolo)
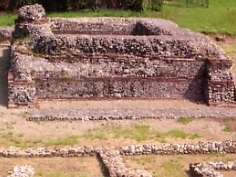
Iseion di Industria
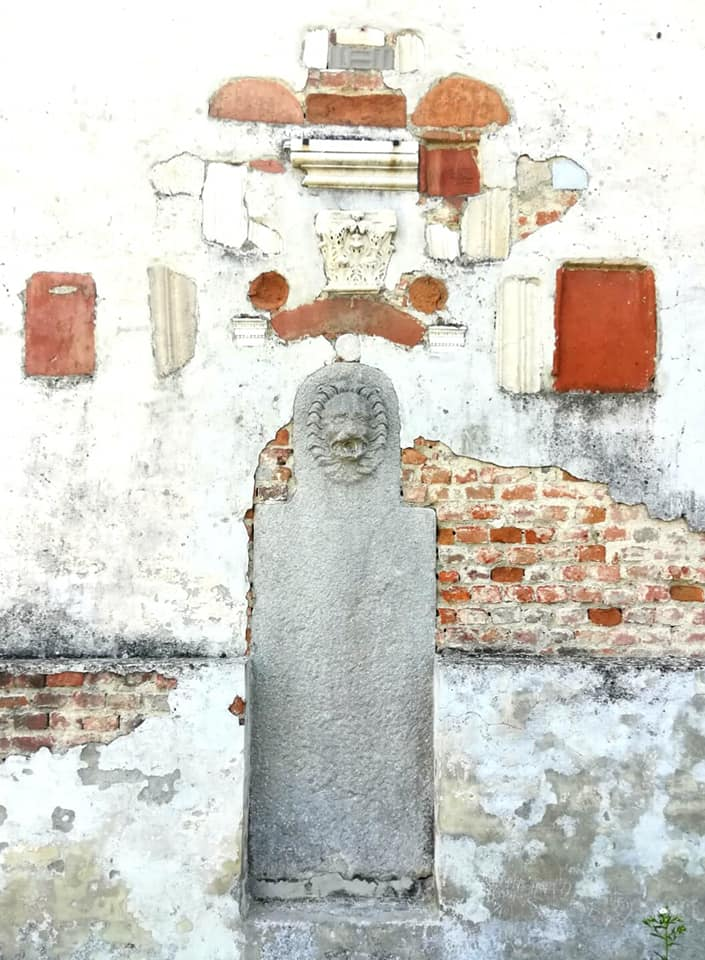
Stele con effigie di leone e altri reperti antico romani ora incastonati nella chiesa parrocchiale di Monteu da Po
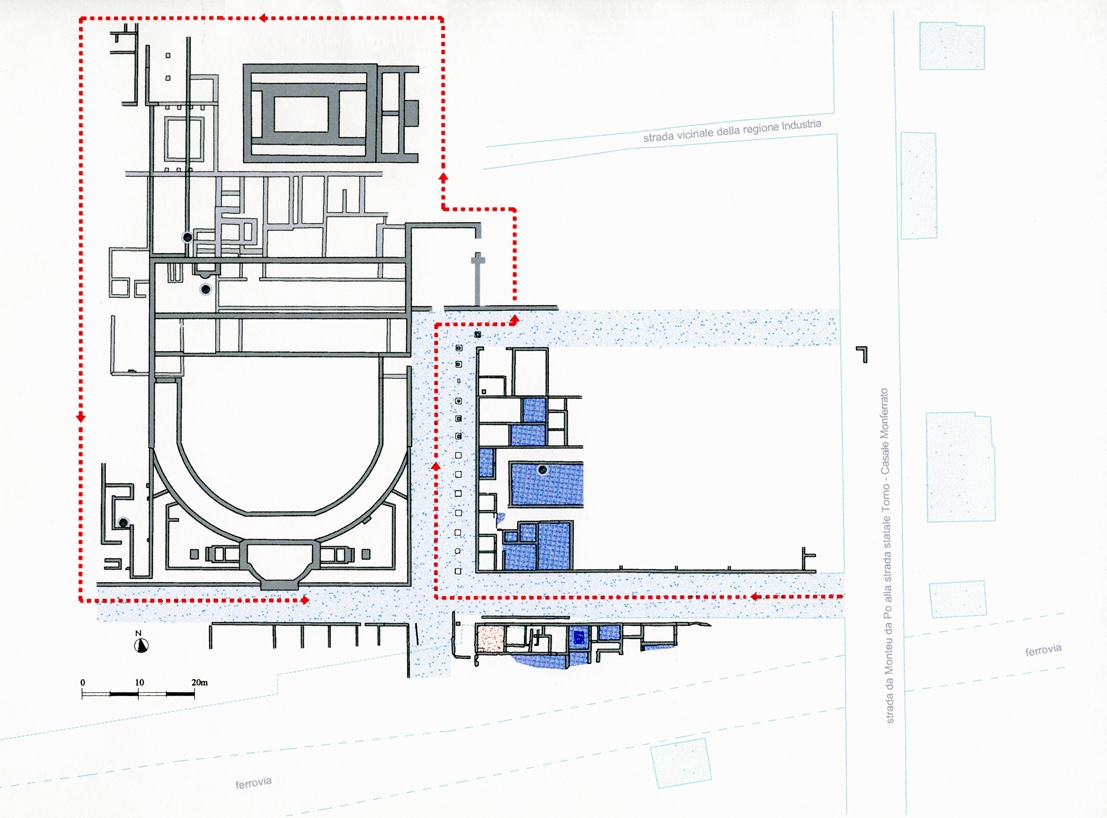
Percorso di visita
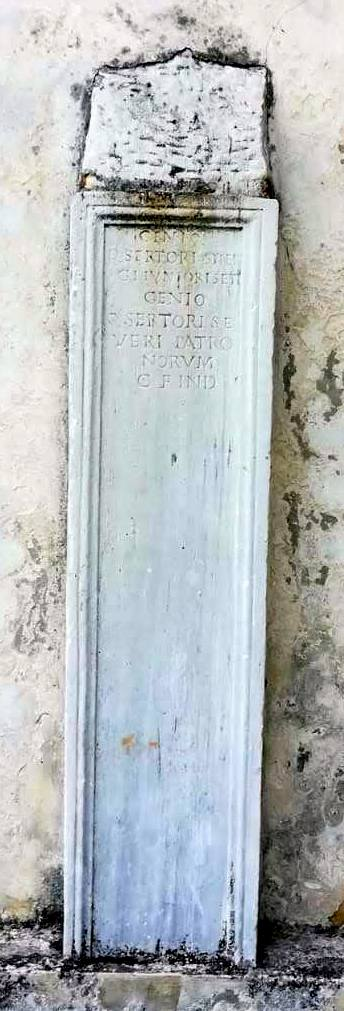
Stele romana con iscrizione, ora incastonata nel muro della chiesa parrocchiale di Monteu da Po
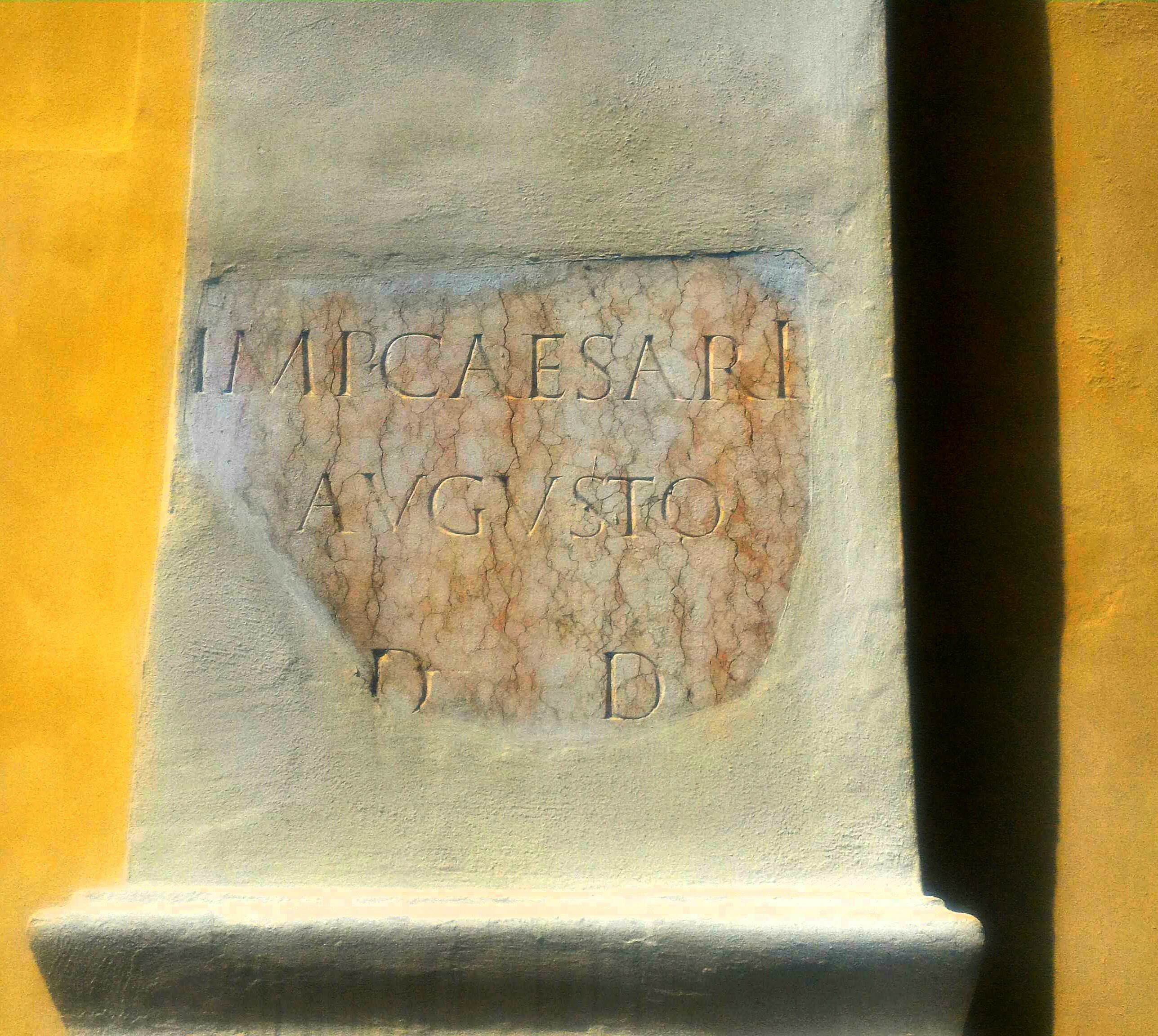
Iscrizione antico romana di Industria ora collocata sul frontespizio della parrocchiale di Monteu da Po